# 天堂的孩子 (1997年電影)
《天堂的孩子》（波斯語：بچه‌های آسمان）是1997年伊朗拍的一部家庭戏剧电影，由马基德·马基迪执导。电影的内容是关于一对兄妹的冒险故事，由一双丢失了的鞋子引发。1998年，这部电影被提名为奥斯卡最佳外语片奖。

## 情节
九歲的阿里到鞋匠處取回妹妹扎赫拉修好的粉色鞋子，再轉往杂货店賒土豆。他將妹妹的鞋子暫放在外面置貨的箱子上，被无家可归的人當成杂货店的垃圾，一併收進包里捡走。阿里发现鞋子没了，以为是掉進貨箱間的深處，鑽進去找，掀倒了一架子的蔬果，遭老闆當成愛搗蛋的小孩驱赶。他到以為有可能的各處地方又找了一遍。
阿里的家位于贫穷的德黑兰南部地区，经济困难，阿里不敢告诉家人关于丢鞋子的事情。由于阿里家已经拖欠了五个月的房租，房东為此与阿里的妈妈争论。他们还另外積欠杂货店老板的貨款。阿里告诉了妹妹关于丢失鞋子的事情，求妹妹不要告诉爸妈，妹妹同意了。阿里的爸爸當晚责骂阿里，因为妈妈在生病的时候還拖著病體洗地毯，而阿里没有在旁边幫忙。在爸媽彼此交談時，正在做作业的兩兄妹偷偷筆談出一个方案，共用阿里的匡威运动鞋：由妹妹早上先穿着去上学，中午还给阿里，讓阿里去上学校下午的课。阿里在学校的一次考试中取得了好成绩，老师奖励给所有取得好成绩的学生每人一只金笔，阿里把笔送给了妹妹，以弥补妹妹鞋子不見的过失。然而，由于必須交换鞋子，阿里虽然每次去上课的时候都盡力狂奔，還是接連迟到三次。第一次迟到，校长睜隻眼閉隻眼；第二次，校长發出警告；第三次，校长要求阿里离开学校，找父母來談。由於阿里的爸爸当时正在工作挣钱，媽媽生病，阿里哭了起来，適逢老师經過，就以阿里的成绩在班里名列前茅為由，希望校长網開一面。從此之後，小兄妹兩越跑越快，鞋子交接越來越順手，終於不再遲到。
一天，妹妹扎拉注意到丢失的粉红色的鞋子穿着在另一个女同学罗亚腳上。下课之后，扎拉秘密地跟着罗亚回家。后来她去喊阿里，和她一起进行秘密跟踪，当他们发现罗亚的爸爸是一名盲人清洁工後，就决定离开了。后来，扎拉的金筆掉了，被罗亚撿到並還她。扎拉認為這位同學是可以講話的人。但罗亚其後在班里取得了好成绩，罗亚的爸爸就给她买了一双紫色的鞋子并且扔掉了原有的那双。当扎拉看到罗亚不再穿以前的鞋子的时候，感到非常吃惊而沮丧。
为了能够挣到更多的钱，阿里的父亲帶著阿里一起去北方德黑兰的富人区找园艺方面的工作。他们挨戶尋訪，原本想要一次探詢兩戶以增加機會，但不善言詞的阿里爸爸被當成別有目的，阿里很卖力地帮爸爸说话，但是他们还是没找到工作。最后，他们到了一栋宅邸，里面住着一个名叫阿里雷扎的六岁小男孩儿，还有小男孩儿的祖父，小男孩想要阿里和他一起玩，而祖父正需要人打理院中花草。阿里的爸爸开始為這大戶人家工作，阿里被阿里雷扎拉著一起玩耍。阿里雷扎的祖父出手大方，让阿里的爸爸既驚又喜。回家的路上，阿里向爸爸提出扎拉应该有一双新鞋子了；爸爸也認為這是个好主意；然而，他们的自行车刹车失灵了，父子倆一起撞樹，帶伤回家。腳踏車嚴重損壞。
之后，阿里得知了一个由多个学校参与的儿童4公里赛跑比赛，三等奖是为期一周的暑假露营活动和一双运动鞋。雖然太晚告訴體育老師，但阿里以其求勝意志及一雙快腿打動了老師。賽場上的其他小選手都裝備齊全，有一群大人跟著照顧，只有阿里穿著他那雙過度使用的破球鞋，毫無後援。阿里在比賽中刻意讓兩人跑在自己前面，但是終點前的領先群互相咬得太緊，在他勉力冲過终点後，竟然意外地获得了第一名。阿里沮丧地回到家里，正在等他消息的妹妹扎拉從哥哥的臉色就知道結果不如人意。正当阿里准备告诉妹妹在比赛中取得的名次的时候，妹妹被他们的母亲叫走了。在另外一个单独的场景中，有一个快速的镜头，内容是阿里的爸爸骑着自行车回家，在爸爸的购物袋里面有一双白色的鞋子和一双粉红色的鞋子。在最后的场景中，阿里非常沮丧，他的运动鞋在比赛过程中磨穿了鞋底，他把自己赤裸、起水泡的双脚浸泡到水池里面。
这部电影的某些版本还包含了一个后记，在后记里面，阿里最终在赛车生涯中取得了胜利。

## 制作
影片在德黑兰拍摄。为了捕捉到更现实的城市场景，影片进行了秘密拍摄。制作成本估计有180,000美元。

## 榮譽
| 獎項                                 | 類別               | 提名或得獎人   | 結果 |
| ------------------------------------ | ------------------ | -------------- | ---- |
| 第23屆蒙特利爾國際電影節獎（1999年） | 最佳外語片獎       | 《天堂的孩子》 | 獲獎 |
| 第23屆蒙特利爾國際電影節獎（1999年） | 最佳導演獎         | Majid Majidi   | 獲獎 |
| 第23屆蒙特利爾國際電影節獎（1999年） | 觀眾票選最佳影片獎 | 《天堂的孩子》 | 獲獎 |
| 第11屆新加坡國際電影節（1998年）     | 亞洲最佳故事片獎   | 《天堂的孩子》 | 獲獎 |
| 第23屆國際兒童電影節（1998年）       | 最佳電影獎         | 《天堂的孩子》 | 獲獎 |
| 第11屆國際電影節（1999年）           | 最佳觀眾電影獎     | 《天堂的孩子》 | 獲獎 |
| 第11屆國際電影節（1999年）           | 最佳導演獎         | Majid Majidi   | 獲獎 |
| 第71屆奧斯卡獎（1999年）             | 最佳外語片         | 《天堂的孩子》 | 提名 |

## 关键评论
1997年2月，《天堂的孩子》在德黑兰晨曦电影节首映，并且获得了许多国家电影奖项。1999年1月22号在美国上映，在美国的总票房是933,933美元。全球总票房是1,628,579美元。
人们对这部影片普遍持高度肯定的态度。一些评论家把这部电影与的（1948年）进行了比较。当然也存在一些负面评论，有人评论说影片的故事情节过于简单并且存在一些悬而未决的问题。罗杰·埃伯特在芝加哥太阳时报上评论说这部电影是近乎完美的儿童电影，与美国的儿童娱乐节目相比较，电影没有愤世嫉俗的态度，也没有油嘴滑舌的少年儿童，电影只是洋溢着单纯的善良和纯洁。
1998年，这部电影成为首部获得奥斯卡最佳外语片提名的伊朗电影，颁奖时输给了意大利电影《美丽人生》。《天堂的孩子》在美国的主要收入来自提名被公布之后。由于获得奥斯卡提名，这部电影开始闻名于世界，1999年至2001年之间，电影在欧洲、南美洲和亚洲的一些国家上映。同时，电影在众多电影节成功上映之后获得了很多奖项，有晨曦电影节、世界电影节、新港国际电影节、华沙国际电影节和新加坡国际电影节，另外它还参与了1997年美国电影协会的大奖竞争。
新加坡导演梁智强和他的妻子在观看完这部电影之后被电影里面孩子们的单纯善良和纯洁无暇的爱深深地感动。受到电影的启发，梁智强在他的2002年的电影《小孩不笨》中探索了新加坡少年们面临的一些问题。继《小孩不笨》获得了成功之后，他决定把《天堂的孩子》进行改编，背景是新加坡的环境，并且对亲情和友谊进行了强调。